# Valeria Luiselli
Valeria Luiselli, née le 16 août 1983 à Mexico au Mexique, est une romancière et essayiste mexicaine. Elle vit aux États-Unis.

## Biographie
Valeria Luiselli, fille d'un ambassadeur, est née à Mexico et a grandi en Corée du Sud, en Afrique du Sud, et en Inde, et habite aujourd’hui[Quand ?] New York. 
Elle a étudié la philosophie à l'université nationale autonome du Mexique, puis la création littéraire à l'université Columbia où elle obtient un doctorat de littérature comparée. Elle enseigne la création littéraire à l'université Hofstra dans l'État de New York.

## Œuvre
- Papeles Falsos, essai (2010)
- Los Ingrávidos, roman (2011)

— traduit en français sous le titre Des êtres sans gravité par Claude Bleton, Actes Sud, coll. « Lettres latino-américaines », 2013, 184 p.   (ISBN 978-233001788-0)
- La historia de mis dientes, roman (2014)

— Los Angeles Times Book Prize, catégorie fiction, 2015
— traduit en français sous le titre L’Histoire de mes dents par Nicolas Richard, Éditions de l'Olivier, coll. « Littérature étrangère », 2017, 180 p.   (ISBN 978-287929756-9)
- Where You Are, “Swings of Harlem” (2013)
- Los Niños Perdidos, essai (2016)
- Tell Me How It Ends, essai (2017)

— traduit en français sous le titre Raconte-moi la fin par Nicolas Richard, Éditions de l'Olivier, coll. « Les Feux », 2018, 128 p.   (ISBN 978-282361241-7)
- Lost Children Archive, roman (2019)

— traduit en français sous le titre Archives des enfants perdus par Nicolas Richard, Éditions de l'Olivier, coll. « Littérature étrangère », 2019, 540 p.   (ISBN 978-282361245-5)